# Mark Henderson

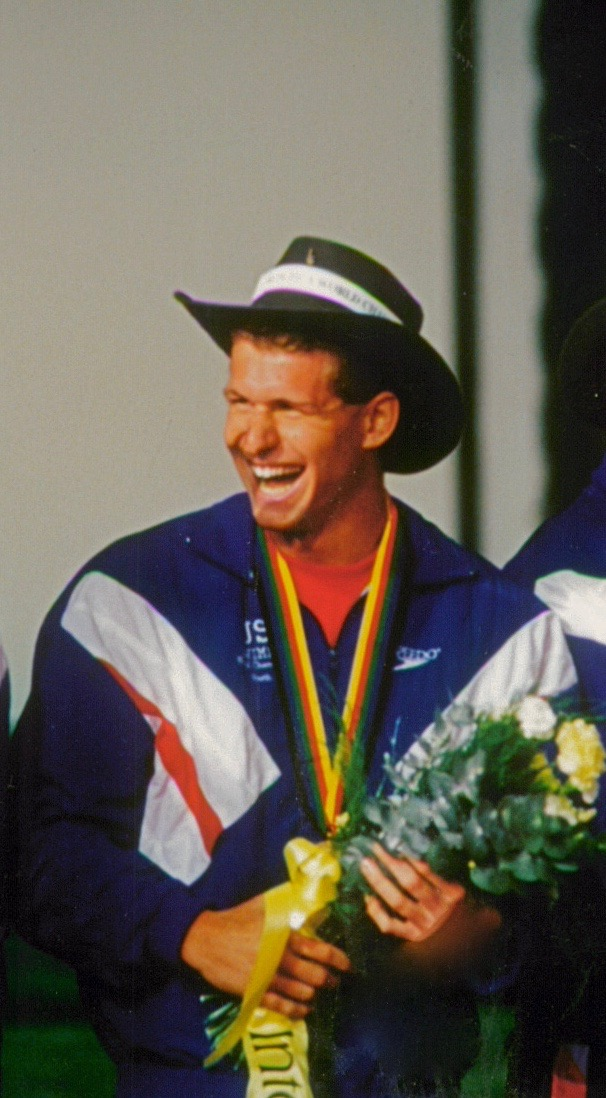
Mark Henderson (1996)

Mark Andrew Henderson (* 14. November 1969 in Washington, D.C.) ist ein ehemaliger Schwimmer aus den Vereinigten Staaten, der eine olympische Goldmedaille gewann. Bei Weltmeisterschaften auf der 50-Meter-Bahn erhielt er zwei Goldmedaillen, bei Weltmeisterschaften auf der 25-Meter-Bahn erschwamm er eine Goldmedaille und zwei Silbermedaillen. Hinzu kamen zwei Goldmedaillen bei Panamerikanischen Spielen.

## Karriere
Henderson besuchte die Friendly High School in Maryland und dann die University of California, Berkeley. Nach seiner Graduierung schwamm er für den Curl Burke Swim Club.
Seine erste internationale Medaille gewann Henderson bei den Pan Pacific Swimming Championships 1989, als er den dritten Platz über 100 Meter Schmetterling hinter Anthony Nesty aus Suriname und Wade King aus den USA erreichte. Anfang 1991 fanden die Weltmeisterschaften in Perth statt. Über 100 Meter Schmetterling belegte Henderson als bester Schwimmer aus den Vereinigten Staaten den vierten Platz, wobei er 0,14 Sekunden Rückstand auf den drittplatzierten Wladislaw Kulikow aus der Sowjetunion hatte. Die 4-mal-100-Meter-Lagenstaffel mit Jeff Rouse, Eric Wunderlich, Mark Henderson und Matt Biondi siegte mit 0,75 Sekunden Vorsprung vor der Staffel aus der Sowjetunion. Bei den Pan Pacific Swimming Championships siegte über 100 Meter Schmetterling Matt Biondi vor dem Kanadier Marcel Gery, Mark Henderson erschwamm wie zwei Jahre zuvor die Bronzemedaille. Da Biondi in der Lagenstaffel im Freistil antrat, war Henderson auf der Schmetterlingslage auch Mitglied der siegreichen Staffel.
Zwei Jahre später bei den Pan Pacific Swimming Championships 1993 schied Henderson über 50 Meter und 100 Meter Freistil im Vorlauf aus. Über 100 Meter Schmetterling gewann er vor seinem Landsmann Seth Pepper und dem Neuseeländer Danyon Loader. Eine zweite Goldmedaille erhielt er mit der Lagenstaffel. Im Dezember 1993 fanden in Palma de Mallorca die Kurzbahnweltmeisterschaften 1993 statt. Über 100 Meter Schmetterling siegte der Kroate Miloš Milošević mit 0,13 Sekunden Vorsprung vor Henderson, der 0,02 Sekunden vor dem Polen Rafał Szukała anschlug. Die 4-mal-100-Meter-Freistilstaffel erhielt ebenfalls Silber mit einer halben Sekunde Rückstand auf die Brasilianer. Die Lagenstaffel mit Tripp Schwenk, Eric Wunderlich, Mark Henderson und Jon Olsen schwamm in 3:32,57 Minuten einen neuen Weltrekord für die 25-Meter-Bahn und gewann mit über vier Sekunden Vorsprung vor den Spaniern. 1994 bei den Weltmeisterschaften in Rom belegte Henderson den fünften Platz über 100 Meter Schmetterling. Die Lagenstaffel mit Jeff Rouse, Eric Wunderlich, Mark Henderson und Gary Hall junior siegte vor der russischen Staffel und den Ungarn.
Im März 1995 fanden in Mar del Plata die Panamerikanischen Spiele 1995 statt. Henderson gewann über 100 Meter Schmetterling vor dem Brasilianer Eduardo Piccinini. Eine zweite Goldmedaille erhielt Henderson mit der Lagenstaffel. In der 4-mal-100-Meter-Freistilstaffel wurde er nur im Vorlauf eingesetzt. Im August bei den Pan Pacific Swimming Championships in Atlanta erkämpfte Henderson über 100 Meter Schmetterling die Silbermedaille hinter dem Australier Scott Miller. Es war bei seiner vierten Teilnahme seine vierte Medaille über diese Strecke. Mit der Lagenstaffel gewann er zum dritten Mal in Folge den Titel. 1996 bei den Olympischen Spielen in Atlanta verpasste Henderson als Neunter der Vorläufe knapp den Einzug ins A-Finale. Im B-Finale siegte er zeitgleich mit dem Briten James Hickman. In der Lagenstaffel qualifizierten sich Tripp Schwenk, Kurt Grote, John Hargis und Josh Davis mit der schnellsten Zeit für das Finale. Im Finale schwammen dann Jeff Rouse, Jeremy Linn, Mark Henderson und Gary Hall junior zur Goldmedaille in Weltrekordzeit. Alle acht eingesetzten Schwimmer erhielten eine Goldmedaille. Der Weltrekord wurde erst vier Jahre später unterboten.
Henderson arbeitete nach seiner Schwimmkarriere in der Finanzbranche bei JP Morgan, Citigroup und Janney Montgomery Scott. 2016 verließ Henderson das Börsengeschäft und widmete sich Förderprogrammen für junge Sportler. Von 1997 bis 2001 war er mit Summer Sanders verheiratet.

## Internationale Medaillen

### Olympische Spiele
- 1996: Gold Lagenstaffel mit Jeff Rouse, Jeremy Linn, Mark Henderson und Gary Hall junior

### Weltmeisterschaften
- 1991: Gold Lagenstaffel mit Jeff Rouse, Eric Wunderlich, Mark Henderson und Matt Biondi
- 1994: Gold Lagenstaffel mit Jeff Rouse, Eric Wunderlich, Mark Henderson und Gary Hall junior

### Kurzbahnweltmeisterschaften
- 1993: Silber 100 Meter Schmetterling
- 1993: Gold Lagenstaffel mit Tripp Schwenk, Seth Van Neerden, Mark Henderson und Jon Olsen
- 1993: Silber Freistilstaffel mit David Fox, Seth Pepper, Jon Olsen und Mark Henderson

### Panamerikanische Spiele
- 1995: Gold 100 Meter Schmetterling
- 1995: Gold Lagenstaffel mit Jeff Rouse, Seth Van Neerden, Mark Henderson und Jon Olsen

### Pan Pacific Swimming Championships
- 1989: Bronze 100 Meter Schmetterling
- 1991: Bronze 100 Meter Schmetterling
- 1991: Gold Lagenstaffel mit Jeff Rouse, Michael Barrowman, Mark Henderson und Matt Biondi
- 1993: Gold 100 Meter Schmetterling
- 1993: Gold Lagenstaffel mit Jeff Rouse, Seth Van Neerden, Mark Henderson und Jon Olsen
- 1995: Silber 100 Meter Schmetterling
- 1995: Gold Lagenstaffel mit Jeff Rouse, Eric Wunderlich, Mark Henderson und Gary Hall junior